# 杨泡满族乡
杨泡满族乡（穆麟德轉寫：yangpoo manju uksura gašan；中国朝鲜语：／）是中华人民共和国吉林省延边朝鲜族自治州珲春市下辖的一个民族乡。

## 行政区划
杨泡满族乡下辖以下村级行政区划单位：
杨木林子村、泡子沿村、红旗河村、烟筒砬子村、东阿拉村、松林村和庙岭村。